# Marco Campos
Marco Campos (ur. 24 lutego 1976 roku w Kurytybie, zm. 15 października 1995 w Paryżu) – brazylijski kierowca wyścigowy.

## Kariera
Campos rozpoczął karierę w wyścigach samochodowych w 1994 roku od startów w Niemieckiej Formule Opel oraz Formule Opel Lotus Euroseries. W edycji niemieckiej nie był klasyfikowany, zaś w serii europejskiej jedenastokrotnie stawał na podium, a pięciokrotnie na jego najwyższym stopniu. Uzbierane 182,5 punktu pozwoliło mu zdobyć tytuł mistrza serii. Na sezon 1995 Brazylijczyk podpisał kontrakt z włoską ekipą Draco Engineering, gdzie wystartował w ośmiu wyścigach. Podczas rundy we Włoszech zajął czwarte miejsce. Z dorobkiem trzech punktów uplasował się na czternastym miejscu w końcowej klasyfikacji kierowców. Podczas ostatniego wyścigu sezonu na torze Circuit de Nevers Magny-Cours na ostatnim okrążeniu doszło do kolizji między Brazylijczykiem a Thomasem Biagi. Campos został przewieziony do szpitala w Paryżu, gdzie jednak następnego dnia zmarł.